# Ali Shamkhani
Ali Shamkhani (em persa: علی شمخانی; romaniz.: ʿAlī Shamkhānī; Ahvaz, 29 de setembro de 1955) é um oficial naval e político que serviu como secretário do Conselho Supremo de Segurança Nacional do Irã de 2013 a 2023. É membro do Conselho de Discernimento do Irã e conselheiro político do Líder Supremo do Irã desde maio de 2023.

## Infância e educação
Shamkhani nasceu em 29 de setembro de 1955 em Ahvaz, Cuzistão, Irã. Sua família é de origem árabe iraniana. Antes da Revolução Iraniana, Shamkhani era membro de um grupo guerrilheiro islâmico clandestino chamado Mansouroun (“Os Vencedores”), envolvido na luta armada contra a dinastia Pahlavi. Após a revolução, ele se juntou à Organização Mojahedin da Revolução Islâmica. Ele estudou engenharia na Universidade Shahid Chamran de Ahvaz.

## Carreira

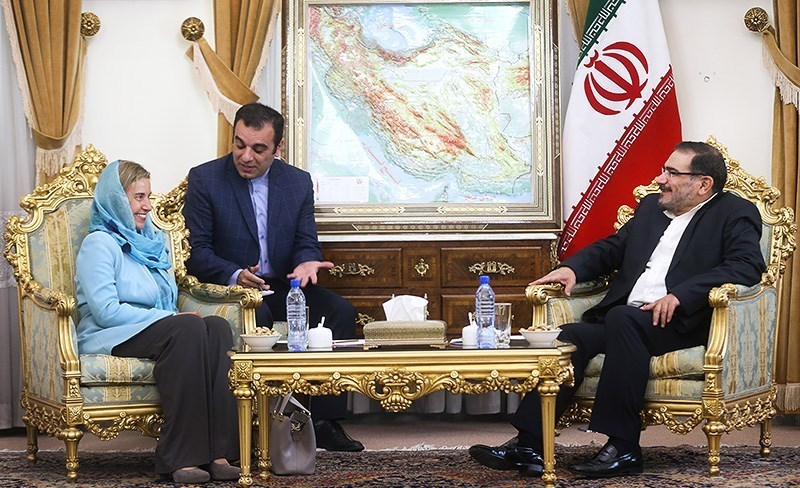
Shamkhani ao lado da chefe da política externa da UE, Federica Mogherini em 2016

Shamkhani serviu como comandante da Marinha do Corpo de Guardas da Revolução Islâmica (CGRD) com a patente de contra-almirante. Mais tarde, ele também comandou a marinha iraniana Artesh, além da marinha CGRD. Ele foi nomeado Ministro da Guarda Revolucionária em 1988.
Ele ocupou o cargo de Ministro da Defesa e Logística das Forças Armadas de agosto de 1997 a agosto de 2005 no governo de Mohammad Khatami. Shamkani foi substituído por Mostafa Mohammad-Najjar no cargo. Shamkhani também concorreu às eleições presidenciais iranianas de 2001, ficando em terceiro lugar.
Ele foi diretor do Centro de Estudos Estratégicos das Forças Armadas Iranianas de 2005 a 2013. Ele também foi conselheiro militar do líder supremo do Irã, o aiatolá Ali Khamenei.
Em 10 de setembro de 2013, Shamkhani foi nomeado secretário do Conselho Supremo de Segurança Nacional do Irã pelo presidente Hassan Rouhani.
Após o ataque aéreo dos EUA em 3 de janeiro de 2020, que matou o chefe da força Força Quds da CGRD, Qasem Soleimani, enquanto ele viajava em Bagdá, Iraque, Shamkhani disse em 6 de janeiro que a resposta do Irã seria um “pesadelo histórico” para os EUA: “Mesmo que o mais fraco desses cenários ganhe consenso, sua implementação pode ser um pesadelo histórico para os americanos... Todas as forças de resistência retaliarão”, disse ele à Agência de Notícias Fars. O CSSN estava avaliando 13 cenários de vingança.
Em 10 de janeiro de 2020, o Departamento de Estado dos EUA ampliou suas sanções sob a Ordem Executiva 13876 para Shamkhani e outras sete pessoas, além de “vinte e duas entidades e três embarcações, de acordo com a Ordem Executiva 13871”, bem como uma organização chinesa de comércio de aço sob a Lei de Liberdade e Contraproliferação do Irã.
Em 20 de fevereiro de 2020, o Departamento do Tesouro dos EUA ampliou novamente suas sanções, nos termos da Ordem Executiva 13876, a Shamkhani, entre outros indivíduos, após “a desqualificação de vários milhares de candidatos eleitorais pelo Conselho dos Guardiões do Irã”.
Em uma coletiva de imprensa em Bagdá após se reunir com políticos iraquianos em 7 de março de 2020, Shamkhani disse que “os sionistas são contra a segurança regional”.
Shamkhani renunciou ao cargo de principal responsável pela segurança do país em maio de 2023. O New York Times revelou que o governo iraniano removeu Shamkhani do seu cargo de oficial de segurança nacional após o escrutínio de seus laços estreitos com um espião britânico sênior. As especulações sobre sua saída surgiram em janeiro, depois que seu ex-aliado, o político e oficial militar iraniano-britânico Alireza Akbari, foi executado por espionagem em nome do Reino Unido.
Em junho de 2023, uma reportagem do canal de televisão Iran International revelou que Shamkhani foi forçado a renunciar após seu envolvimento como membro-chave do círculo governamental ligado a Naji Sharifi-Zindashti, que supostamente chefiava um cartel envolvido em sequestros e tráfico de drogas em colaboração com o CGRD, ter sido tornado público.

## Vida pessoal
Ali Shamkhani era pai de Hossein Shamkhani, que administrava com sucesso as operações de comércio internacional de petróleo, apesar das sanções dos EUA contra o petróleo iraniano. De acordo com autoridades dos EUA, Hossein foi uma figura importante no fornecimento de armas iranianas à Rússia.

## Prêmios e honrarias
Em 2003, Shamkhani recebeu a Medalha Shoja'at, a mais alta condecoração militar, das mãos do presidente Mohammad Khatami. Ele também foi homenageado por seus oito anos de serviço como ministro da Defesa em 2005. Em 2004, Shamkhani recebeu a Ordem de Abdulaziz Al Saud, a mais alta condecoração da Arábia Saudita, concedida pelo rei Fahd por seu papel prominiente no design e implementação do desenvolvimento das relações com os países árabes do Golfo Pérsico. Ele foi o primeiro ministro iraniano a receber a medalha e recebeu medalhas dos presidentes da Síria e do Líbano em fevereiro de 2004.

## Tentativa de assassinato
Shamkhani ficou gravemente ferido em 13 de junho de 2025, por um ataque aéreo durante uma série de ataques israelenses. Inicialmente, foi dado como morto no dia seguinte, mas posteriormente foi confirmado que ele ainda estava vivo no hospital. Sua perna esquerda foi amputada.